# 神奈川県々歌
「神奈川県々歌」（かながわけんけんか）は昭和時代戦前の日本において、神奈川県が制定していた県歌である。神奈川県選定、作曲・船橋栄吉。歌詞は一般公募された。
本項では「神奈川県々歌」を掲載した神奈川県発行の冊子『我が県の歌』（わがけんのうた）および、同冊子に併載されている「神奈川県行進歌」（かながわけんこうしんか）と「相模小唄」（さがみこうた）についても解説する。

## 神奈川県々歌

### 経緯
1930年（昭和5年）頃に神奈川県が佐佐木信綱、北原白秋、与謝野晶子らを審査委員に迎えて県歌・行進曲・民謡の三部門で歌詞の公募を実施した。この歌詞を基に東京音楽学校教授の船橋栄吉が作曲を行い、県発行の冊子『我が県の歌』に楽譜が掲載された。しかし、『我が県の歌』には懸賞募集された歌詞の当選者名は記されていない。
1930年（昭和5年）7月1日付の横浜貿易新報（神奈川新聞の前身）によると、先述の3曲（三部門）の歌詞を一斉に一般公募し、400〜500作品を審査委員が審査したという。同記事によると県々歌の歌詞には御神籤（おみくじ）売りをしていた石井克昌の歌詞が採用されたとなっており入選の喜びの声が掲載されている。
この県歌は余り普及しなかったようで、1950年（昭和25年）には現在の県民歌「光あらたに」が制定されている。

### 歌詞
「神奈川県々歌」は歌詞・曲とも著作権の保護期間を満了し、パブリックドメインとなっている。原文は旧字・旧仮名遣い。

## 冊子『我が県の歌』
『我が県の歌』は1931年（昭和6年）2月に神奈川県が発行した冊子である。「神奈川県々歌」の他、同時に歌詞が募集された「神奈川県行進歌」と新民謡「相模小唄」の3曲それぞれの歌詞・楽譜・数字譜が収録されている。表紙は両開きとなっており、右側から開くと最初に序文があり次に3曲の数字譜と歌詞が、左側から開くと3曲の楽譜が掲載されている。奥付は右側から開いて10ページ目に記載。
横浜市中央図書館や神奈川県立図書館に所蔵されており、このうち横浜市中央図書館所蔵のものが横浜市立図書館のデジタルアーカイブ「都市 横浜の記憶」で公開されている。

### 神奈川県行進歌
作詞者不明（神奈川県選定）。曲は「鉄道唱歌」の旋律をそのまま用いており、作曲者は原曲の多梅稚名義となっている。歌詞は23番まであり、神奈川（横浜港）を起点に川崎→横須賀→鎌倉→湘南→丹沢→小田原→箱根の順に県内の名所や歴史を歌い上げる内容となっている。

### 相模小唄
作詞者不明（神奈川県選定）、作曲は町田嘉章。伝統的な民謡に対する「新民謡」として作られた歌で、横須賀海軍工廠や葉山の御用邸、箱根温泉など相模国の名所が全12番の歌詞に織り込まれている。